# Xenimpia hyperbolica
Xenimpia hyperbolica là một loài bướm đêm trong họ Geometridae.